# Sumaco
Sumaco es un estratovolcán, aislado y simétrico, que se apartó del principal  eje volcánico de Ecuador. Sus rocas son muy distintos de los de la mayoría de los volcanes de los Andes debido a su falta de composición andesítica, a favor de rocas basanitas y fonolíticas. Sumaco es muy boscoso y contiene un pequeño cono en su amplio cráter de la cumbre. Una erupción histórica se produjo alrededor de 1895 (± 30 años).

## Ecología
Sumaco está aislada de la Cordillera Oriental por el valle de las tierras bajas de los ríos Quijos y Cosanga. Hay más de 6.000 especies de plantas vasculares, incluyendo más de 90 especies endémicas. También hay un número de animales endémicos, incluyendo el sapo Osornophryne sumacoensis que solo se conoce de las laderas orientales de Sumaco, y la rana  Pristimantis ernesti que solo se conoce desde la cima del Sumaco.